# Principauté de Wajo
Pour les articles homonymes, voir Wajo.

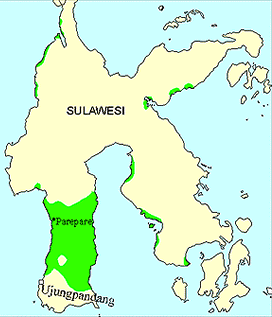
Carte montrant les zones de peuplement bugis dans l'île de Sulawesi.

Wajo était une des principales principautés bugis dans la province indonésienne actuelle de Sulawesi du Sud dans l'île de Sulawesi.

## Histoire
Le nom de Wajo, non plus que celui d'autres importants royaumes bugis ou makassar comme Bone, Gowa, Tallo', n'est pas mentionné dans La Galigo, une épopée bugis dont les plus anciens fragments remonteraient au XIIIe siècle apr. J.-C.
Aujourd'hui, Wajo est  un kabupaten (département) de la province de Sulawesi du Sud.